# بورفام، ساری
بورفام (به انگلیسی: Burpham) یک روستا در بریتانیا است که در ساری واقع شده‌است. بورفام ۵٬۲۲۱ نفر جمعیت دارد.